# Sammy Gravano
Salvatore „Sammy the Bull” Gravano (n. 12 martie 1945, New York City, New York, SUA) este un gangster american care a devenit sottocapo al familiei Gambino. Gravano a contribuit enorm la începerea urmăririi penale a capului familie Gambino - John Gotti - după ce a acceptat să depună mărturie în calitate de martor împotriva sa și a altor mafioți în baza unei înțelegeri cu guvernul unde a mărturisit că a fost implicat în 19 crime.
Inițial mafiot asociat al familiei Colombo, iar mai târziu al fracțiunii din Brooklyn a familie Gambino, Gravano a făcut parte din grupul care a planificat uciderea capului familiei Gambino, Paul Castellano, în 1985. Gravano a avut un rol important în planificarea eliminării lui Castellano alături de Gotti, Angelo Ruggiero⁠(d), Frank DeCicco⁠(d) și Joseph Armone⁠(d) .
La scurt timp după asasinarea lui Castellano, Gotti l-a promovat pe Gravano în funcția de subșef, poziție pe care acesta o deținea încă în momentul în care a devenit martor pentru guvern.  În 1991, Gravano a fost de acord să devină martor-cheie pentru guvern⁠(d) și să depună mărturie împotriva lui Gotti după ce informații care îl implicau pe Gravano în unele cazuri de crimă sunt interceptate. Ca urmare a mărturiilor sale, Gotti și Frank Locascio au fost condamnați la închisoare pe viață⁠(d) fără posibilitatea de liberare condiționată în 1992. În 1994, un judecător federal l-a condamnat pe Gravano la cinci ani de închisoare. Totuși, din moment ce Gravano executase deja patru ani de detenție, pedeapsa a fost redusă la mai puțin de un an. A fost eliberat mai devreme și a intrat în programul de protecție a martorilor⁠(d) din Arizona, însă l-a părăsit în 1995.
În 1997, Gravano a fost intervievat de mai multe ori pentru redactarea unei cărți biografice despre viața sa intitulate Underboss a autorului Peter Maas⁠(d). În februarie 2000, Gravano și alți 40 de membri ai unei rețele de trafic de droguri - inclusiv fosta sa soție Debra, fiica sa Karen și fiul său Gerard - au fost arestați. În 2002, Gravano a fost condamnat în New York la douăzeci de ani de închisoare. O lună mai târziu, el a fost condamnat și în Arizona la nouăsprezece ani de închisoare. Pedepsele au fost executate concomitent. Inițial, Gravano urma să fie eliberat în martie 2019, însă a fost eliberat la începutul lunii septembrie în 2017.